# Nankin (couleur)
Pour les articles homonymes, voir Nankin.
Le nom de couleur nankin est un nom commercial du domaine de l'habillement et de la teinture, dont existent deux interprétations. L'une se réfère au jaune clair ou beige, entre l'abricot et le chamois, du tissu de coton serré dit nankin, fabriqué à l'origine dans la ville de Nankin, puis aux Indes et en d'autres endroits du monde ; l'autre désigne un jaune vif particulier, probable référence à la couleur impériale de la Chine.

## Nuanciers
Dans les nuanciers de fil, on trouve 2038 nankin et 340 nankin; en peinture, 1604 Jaune de Nankin.
Le Répertoire de couleurs des chrysanthémistes (1905), se référant au nuancier Bourgeois, donne Jaune Nankin comme synonyme de Jaune de cadmium rouge, avec une nuance plus foncée ou orangée dite Jaune coq-de-roche.

## Terme de teinturerie
Un nuancier publié en 1787 comporte la couleur Nankin.

« De toutes les nuances de jaune et de rouille, le nankin est celle qu'on teint le plus ordinairement à Rouen, et M. Vitalis annonce être parvenu à faire cette couleur de manière très sûre, et à lui conserver parfaitement le ton du véritable Nankin des Indes, par le procédé suivant : (...) »

— Manuel du teinturier, 1836
Le coton est plongé dans un bain de tanin auquel est ajouté un peu de garance, puis délavé.
Par la suite, la couleur Nankin s'obtient par les procédés les plus variés, dominés, à partir de la fin du XIXe siècle, par les pigments organiques.
Au XIXe siècle, Michel-Eugène Chevreul a entrepris de classer et situer les couleurs entre elles et par rapport aux raies de Fraunhofer. Il indique pour nankin : 1 orangé 5/10 3 ton ; « le coton en poil avec lequel on fait le nankin » est 1 orangé 4/10 du blanc au   3 ton. La couleur Nankin sur soie de Guinon est 4 orangé 3 ton.